# Omari Spellman
Omari Rasulala Spellman (* 21. Juli 1997 in Cleveland, Ohio) ist ein US-amerikanisch-libanesischer Basketballspieler.

## Laufbahn
Der aus Cleveland (US-Bundesstaat Ohio) stammende Spellmann spielte an der MacDuffie School in Granby, (Bundesstaat Massachusetts) und ab 2015 an der St. Thomas More School in Oakdale (Bundesstaat Connecticut). Ab der Saison 2016/17 gehörte er zum Aufgebot der Villanova University, nahm in seinem Freshman-Jahr aber noch nicht am Spiel-, sondern nur am Übungsbetrieb teil. In der Saison 2017/18 errang er mit Villanova den Sieg im NCAA-Division-I-Basketball-Championship-Meisterschaftsturnier. Im Meisterjahr stand Spellman in 39 von 40 Spielen in der Startaufstellung und erzielte im Durchschnitt 10,9 Punkte sowie 8,0 Rebounds je Begegnung. Im Frühjahr 2018 gab er bekannt, am Draft-Verfahren der NBA teilnehmen zu wollen, und wurde dort im Juni 2018 an 30. Stelle, also als letzter Spieler der ersten Runde, von den Atlanta Hawks ausgewählt. In 46 Spielen der Saison 2018/19 kam er auf einen Mittelwert von 5,9 Punkten für Atlanta.
Im Juli 2019 wurde er von den Golden State Warriors verpflichtet. Für die Kalifornier stand er im Laufe der Saison 2019/20 bei 49 Einsätzen dreimal in der Anfangsaufstellung und kam auf Mittelwerte von 7,6 Punkten und 4,5 Rebounds je Begegnung, ehe er im Februar 2020 eines Tauschgeschäfts an die Minnesota Timberwolves abgegeben wurde. Im November 2020 wurde er an die New York Knicks abgegeben. Er kam für die New Yorker nicht zum Einsatz, Anfang Januar 2021 wurde der Vertrag aufgelöst. Spellman spielte daraufhin für die Erie BayHawks in der NBA G-League.
Im Sommer 2021 wechselte er zu Anyang KGC nach Südkorea. 2022 gewann er mit der Mannschaft die südkoreanische Meisterschaft und wurde in der Liga als bester Spieler der Finalserie ausgezeichnet. BK Zenit Sankt Petersburg gab im Juli 2024 Spellmans Verpflichtung bekannt. Er spielte bis Januar 2025 für die Mannschaft, dann wurde der Vertrag aufgelöst.

### Nationalmannschaft
Spellman, der im April 2023 die Staatsangehörigkeit des Libanon erhielt, wurde in das Aufgebot des Landes für die Weltmeisterschaft 2023 berufen.